# Felice Bonetto
Felice Bonetto (ur. 9 czerwca 1903 w Manerbio, zm. 21 listopada 1953 w Silao) – włoski kierowca wyścigowy.
W latach 1950–1953 startował w Formule 1, reprezentując barwy Maserati, Scuderia Milano i Alfa Romeo. Wystąpił w 15 wyścigach Grand Prix. Brał również udział w innych wyścigach samochodowych, takich jak Mille Miglia (2. miejsce w 1949 roku) czy Targa Florio (zwycięstwo w 1952 roku). Zginął 21 listopada 1953 podczas rajdu Carrera Panamericana w Meksyku, kiedy prowadzona przez niego Lancia wypadła z trasy i uderzyła w przydrożny słup.

## Wyniki

### Formuła 1
| Legenda oznaczeń w tabelach wyników Wyświetl szablon na nowej stronie | Legenda oznaczeń w tabelach wyników Wyświetl szablon na nowej stronie                                                                     |
| Oznaczenie                                                            | Wyjaśnienie |
| --------------------------------------------------------------------- | --- |
| Złoty                                                                 | Zwycięzca lub mistrzostwo |
| Srebrny                                                               | 2. miejsce lub wicemistrzostwo |
| Brązowy                                                               | 3. miejsce lub II wicemistrzostwo |
| Zielony                                                               | Ukończył, punktował (w klasyfikacji generalnej, gdy zdobył co najmniej jeden punkt na przestrzeni sezonu, poza trzema powyższymi opcjami) |
| Niebieski                                                             | Ukończył, nie punktował (w klasyfikacji generalnej, gdy nie zdobył co najmniej jednego punktu na przestrzeni sezonu)                      |
| Czerwony                                                              | Nie zakwalifikował się (NZ) |
| Czerwony                                                              | Nie prekwalifikował się (NPK) |
| Różowy                                                                | Nie ukończył (NU) |
| Różowy                                                                | Niesklasyfikowany (NS) (w klasyfikacji generalnej, gdy nie został sklasyfikowany w żadnym wyścigu sezonu)                                 |
| Czarny                                                                | Zdyskwalifikowany (DK) |
| Czarny                                                                | Wykluczony (WYK/EX) |
| Biały                                                                 | Nie wystartował (NW) |
| Biały                                                                 | Kontuzjowany (K/INJ) |
| Biały                                                                 | Wyścig odwołany (OD/C) |
| Bez koloru                                                            | Został wycofany (WYC/WD) |
| Bez koloru                                                            | Nie przybył (NP/DNA) |
| Bez koloru                                                            | Nie brał udziału w treningach (NT/DNP) |
| Bez koloru                                                            | Nie został zgłoszony (–) |
| Pogrubienie                                                           | Start z pole position |
| Kursywa                                                               | Najszybsze okrążenie wyścigu |
| †                                                                     | Nie ukończył, ale jego rezultat został zaliczony ze względu na przejechanie więcej niż 90% dystansu wyścigu.                              |
| *                                                                     | Sezon w trakcie |
| 1/2/3                                                                 | Punktowana pozycja w sprincie kwalifikacyjnym                                                                                             |
| Lista systemów punktacji Formuły 1                                    | |

| Rok  | Zespół                    | Samochód       | Wyniki w poszczególnych eliminacjach | Wyniki w poszczególnych eliminacjach | Wyniki w poszczególnych eliminacjach | Wyniki w poszczególnych eliminacjach | Wyniki w poszczególnych eliminacjach | Wyniki w poszczególnych eliminacjach | Wyniki w poszczególnych eliminacjach | Wyniki w poszczególnych eliminacjach | Wyniki w poszczególnych eliminacjach | Pkt. | Msc. |
| ---- | ------------------------- | -------------- | ------------------------------------ | ------------------------------------ | ------------------------------------ | ------------------------------------ | ------------------------------------ | ------------------------------------ | ------------------------------------ | ------------------------------------ | ------------------------------------ | ---- | ---- |
| 1950 | Scuderia Milano           | Maserati 4CLT  | GBR                                  | MCO                                  | USA                                  | SUI                                  | BEL                                  | FRA                                  | ITA                                  |                                      |                                      | 2    | 19   |
| 1950 | Scuderia Milano           | Maserati 4CLT  | NP                                   | –                                    | –                                    | 5                                    | –                                    | NU                                   | NW                                   |                                      |                                      | 2    | 19   |
| 1951 | Alfa Romeo                | Alfa Romeo 159 | SUI                                  | USA                                  | BEL                                  | FRA                                  | GBR                                  | DEU                                  | ITA                                  | ESP                                  |                                      | 7    | 8    |
| 1951 | Alfa Romeo                | Alfa Romeo 159 | –                                    | –                                    | –                                    | –                                    | 4                                    | NU                                   | 3                                    | 5                                    |                                      | 7    | 8    |
| 1952 | Officine Alfieri Maserati | Maserati A6GCM | SUI                                  | USA                                  | BEL                                  | FRA                                  | GBR                                  | DEU                                  | NED                                  | ITA                                  |                                      | 2    | 19   |
| 1952 | Officine Alfieri Maserati | Maserati A6GCM | –                                    | –                                    | –                                    | –                                    | –                                    | DK                                   | –                                    | 5                                    |                                      | 2    | 19   |
| 1953 | Officine Alfieri Maserati | Maserati A6GCM | ARG                                  | USA                                  | NED                                  | BEL                                  | FRA                                  | GBR                                  | DEU                                  | SUI                                  | ITA                                  | 6,5  | 9    |
| 1953 | Officine Alfieri Maserati | Maserati A6GCM | NU                                   | –                                    | 3                                    | –                                    | NU                                   | 6                                    | 4                                    | 4                                    | NU                                   | 6,5  | 9    |

Uwagi
1. 1 2  Bolid współdzielony. Przyznana została tylko połowa punktów.